# Contea di Goseong (Gangwon)
La contea di Goseong (Goseong-gun; 고성군; 高城郡) è una delle suddivisioni della provincia sudcoreana del Gangwon.